# Saimiri ustus
Saimiri ustus là một loài động vật có vú trong họ Cebidae, bộ Linh trưởng. Loài này được I. Geoffroy mô tả năm 1843.

## Hình ảnh

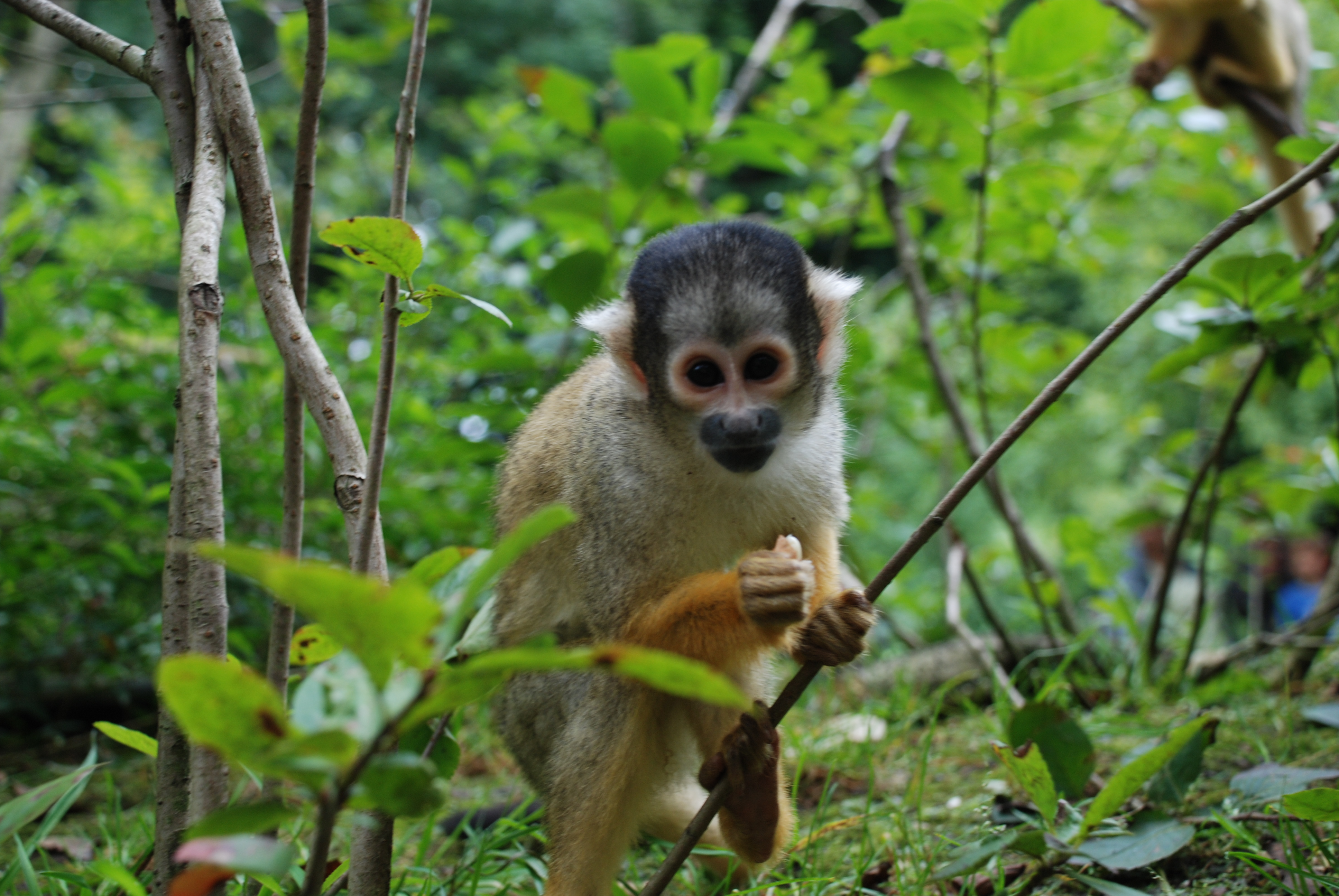
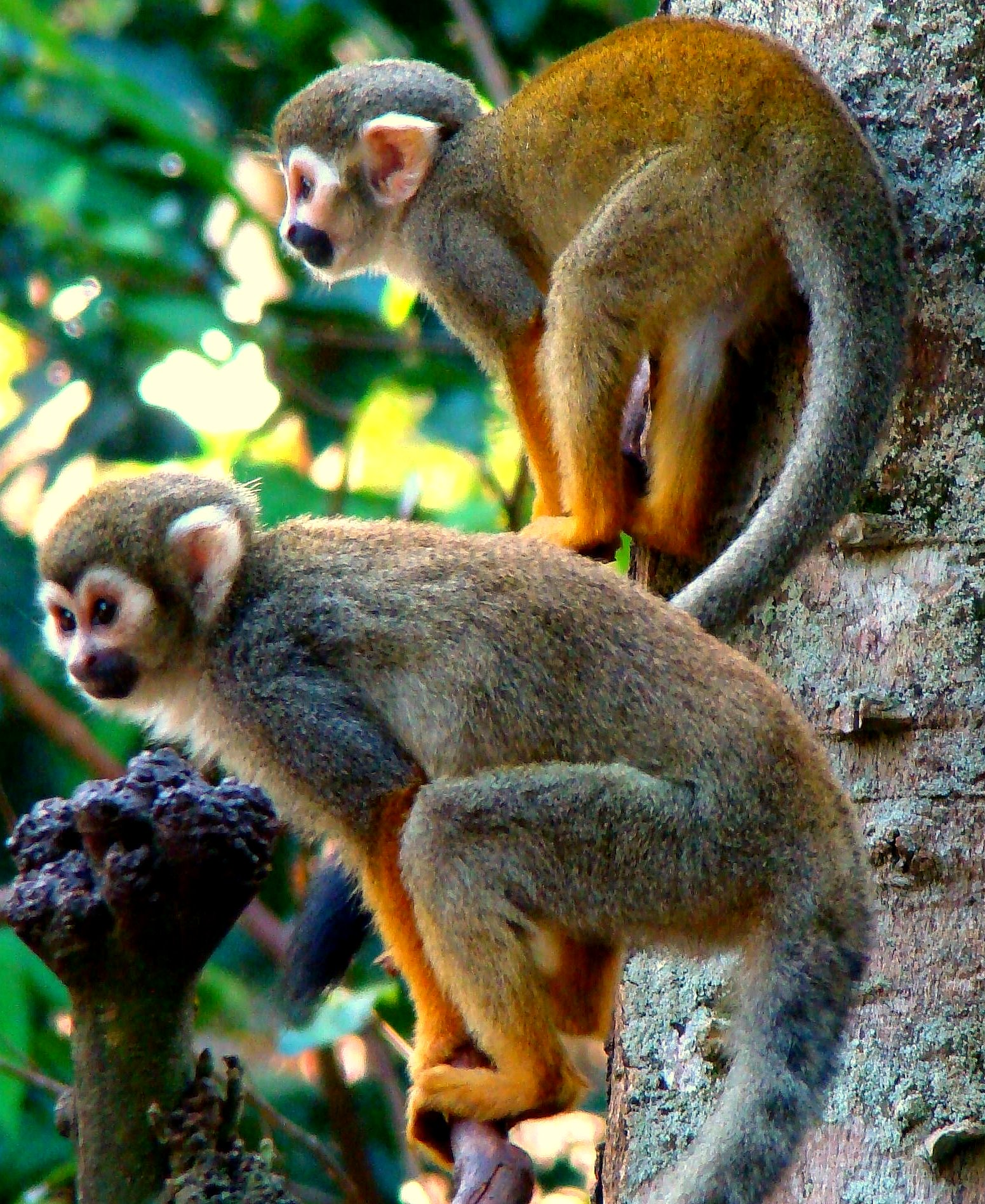